# دايفيد هاني
دايفيد هاني (بالإنجليزية: David Haney)‏ هو عازف بيانو وموسيقي أمريكي، ولد في 7 مايو 1955 في فريسنو في الولايات المتحدة.

## وصلات خارجية
- الموقع الرسمي
- دايفيد هاني على موقع ميوزك برينز (الإنجليزية)
- دايفيد هاني على موقع ديسكوغز (الإنجليزية)